# 圣玛丽迪布瓦
圣玛丽迪布瓦（法語：Sainte-Marie-du-Bois，法語發音：[sɛ̃t maʁi dy bwa]）是法国马耶讷省的一个市镇，属于马耶讷区。

## 地理
圣玛丽迪布瓦（48°27'56"N, 0°28'51"W）面积11.34 平方千米，位于法国卢瓦尔河地区大区马耶讷省，该省份为法国西北部内陆省份，北起芒什省和奧恩省，西接伊勒-维莱讷省，南至曼恩-卢瓦尔省，东临萨尔特省。
与圣玛丽迪布瓦接壤的市镇（或旧市镇、城区）包括：蒂伯夫、勒乌索-布雷蒂尼奥勒、拉赛堡、雷恩昂格勒努耶。

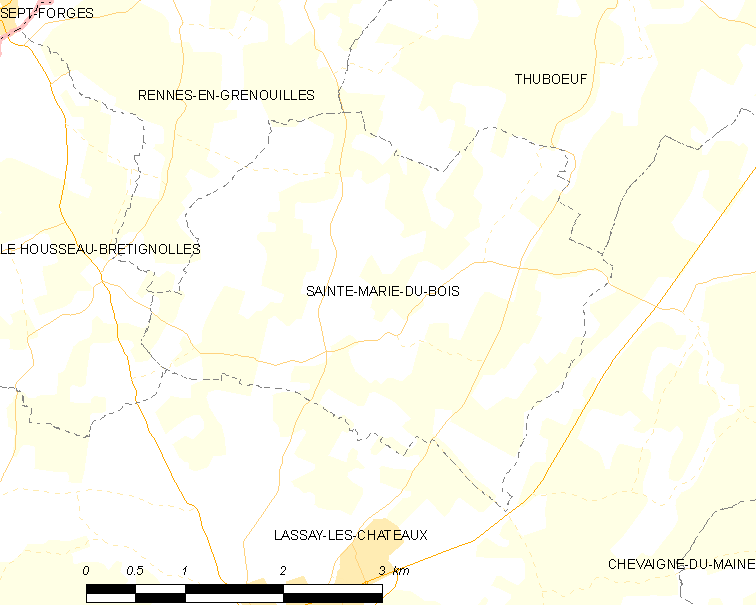
圣玛丽迪布瓦的OSM定位图

圣玛丽迪布瓦的时区为UTC+01:00、UTC+02:00（夏令时）。

## 行政
圣玛丽迪布瓦的邮政编码为53110，INSEE市镇编码为53235。

## 政治
圣玛丽迪布瓦所属的省级选区为拉赛堡县。

## 人口

1962-2008年间圣玛丽迪布瓦人口变化图示

圣玛丽迪布瓦于2022年1月1日时的人口数量为228人。